# Santa Maria de Ginestar
Santa Maria de Ginestar és una església del municipi de Sant Gregori (Gironès).

## Descripció

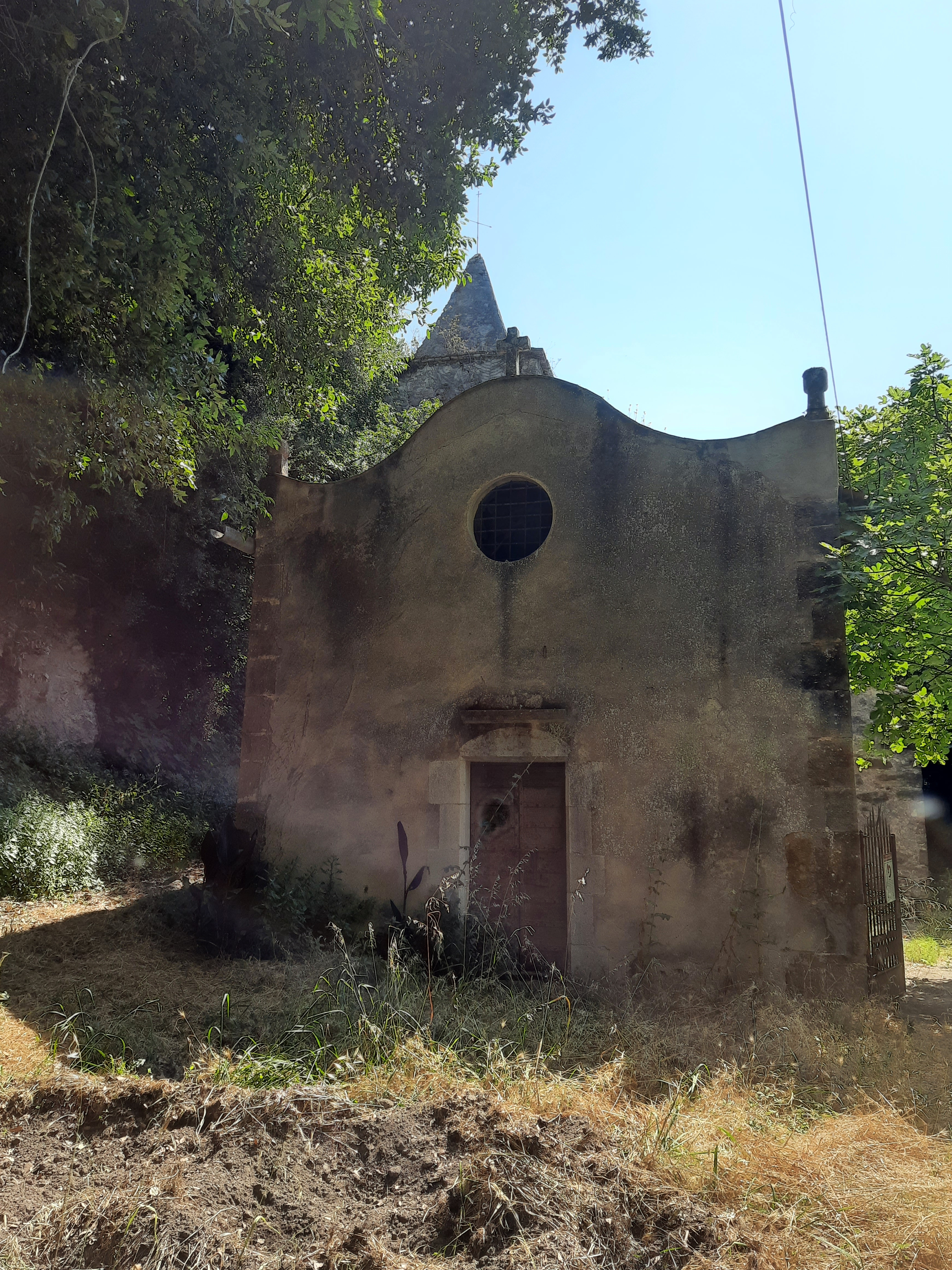

És una petita església d'origen romànic de planta rectangular, una sola nau i absis semicircular a la part posterior. Les parets portants són de maçoneria arrebossada a les façanes, deixant a la vista els carreus de les cantonades i els que emmarquen la porta d'accés. La coberta és de teula àrab a dues vessants. El campanar, adossat a una façana lateral, és de planta quadrada i coberta de pedra a quatre vessants. La capella és situada paral·lelament a un alt marge natural del terreny, des de la seva part superior s'accedeix a l'últim pis del campanar per un petit pont de pedra. La façana principal presenta, a la part superior, un frontó abarrocat molt senzill i la porta d'accés és emmarcada amb carreus bisellats. La nau interior és coberta amb volta de canó. A la part posterior hi ha un cementiri.

## Història
És esmentada en un document del segle xii (1184), testament de Da. Dolça, senyora de la Vall i Castell d'Hostoles, la qual llega dos sous a l'església de Santa Maria de Ginestar.